# Josep-Ramon Sanromà i Celma
Josep-Ramon Sanromà i Celma és un empresari català, actual conseller delegat de l'Institut Català de Finances (ICF). Llicenciat en Professor Mercantil per la Universitat de Barcelona i graduat per l'Stanford Graduate School of Business (Califòrnia), ha ocupat diferents càrrecs executius en els sectors bancari, assegurador i de serveis tecnològics.
De 1990 a 2005 va ser director general del Deutsche Bank a Espanya i Portugal i des de l'any 2006 ha estat soci director de la consultora Artisan Partners, especialitzada en assessorament estratègic i financer a petites i mitjanes empreses (pimes). El febrer de 2011 fou nomenat conseller delegat de l'ICF pel Govern de Catalunya. Forma part dels consells d'administració d'Instruments Financers per a Empreses Innovadores (IFEM) i d'Empresa de Promoció i Localització Industrial de Catalunya (Avançsa), i és conseller de Fira 2000 i de BCN Emprèn. És conseller delegat d'ICF Capital, una societat gestora de capital de risc,i representa l'Institut Català de Finances (ICF) a Avalis, on és president i apoderat, i a Catalana d'Iniciatives, on és també apoderat.